# Rosanna Conte
Rosanna Conte (ur. 17 kwietnia 1968 w Portogruaro) – włoska polityk, prawniczka i działaczka samorządowa, posłanka do Parlamentu Europejskiego IX kadencji.

## Życiorys
Z wykształcenia prawniczka, absolwentka Uniwersytetu Bolońskiego. Podjęła prywatną praktykę w zawodzie adwokata. Zajęła się też prowadzeniem hotelu w Caorle. Dołączyła do Ligi Północnej. W 2016 została radną miejską w Caorle. W wyborach w 2019 z listy LN uzyskała mandat posłanki do Parlamentu Europejskiego IX kadencji (Matteo Salvini zrezygnował z objęcia mandatu).